# Sphaerobacter
Sphaerobacter es un género que primero fue considerado una Actinobacteria y hoy se reclasifica en Thermomicrobia (clase Sphaerobacterales).